# Système universitaire du Dakota du Nord
Le Système universitaire du Dakota du Nord - en anglais North Dakota University System (NDUS) -  est le système public d’enseignement supérieur et l’entité de coordination des politiques dans l’État américain du Dakota du Nord. Le système comprend toutes les institutions publiques de l’État, y compris deux universités de recherche, quatre universités régionales et cinq collèges communautaires. Les collèges communautaires sont appelés simplement collèges dans le système NDUS. Cette convention est unique en ce sens qu’elle fait partie de la minorité d’États qui suivent cette terminologie. 
L’organe décisionnel du NDUS est le North Dakota State Board of Higher Education, basé à Bismarck. Le système a été officiellement organisé en 1990.

## institutions membres

### Universités de recherche
- Université d'État du Dakota du Nord à Fargo
- Université du Dakota du Nord à Grand Forks

### Universités régionales
- Université d'État de Dickinson
- Université d'État de Mayville
- Université d'État de Minot
- Université d'État de Valley City

### collèges communautaires
- Bismarck State College à Bismarck
- Lake Region State College à Devils Lake
- Dakota College at Bottineau à Bottineau
- North Dakota State College of Science à Wahpeton
- Williston State College à Williston